# Military Assistance Command, Vietnam – Studies and Observations Group
Le Military Assistance Command, Vietnam – Studies and Observations Group (MACV-SOG) était une unité d'opérations spéciales hautement classifiée des forces armées des États-Unis qui menait des missions de guerre non conventionnelle pendant la guerre du Viêt Nam.
Créée le 24 janvier 1964, l'unité conduisit des missions de reconnaissance stratégique dans la République du Viêt Nam (Sud-Viêt Nam), la République démocratique du Viêt Nam (Nord-Viêt Nam), au Laos et au Cambodge; elle exécutait des missions de capture de prisonniers ennemis, de sauvetage de pilotes éjectés, la conduite d'opérations de secours pour retrouver des prisonniers de guerre dans toute l'Asie du Sud-Est, la conduite d'équipes d'agents clandestins ainsi que des opérations psychologiques.
L'unité participa à la plupart des campagnes de la guerre du Viêt Nam, y compris l'incident du Golfe du Tonkin qui précipita l'implication américaine, l'opération Steel Tiger, l'opération Tiger Hound, l'offensive du Têt, l'opération commando Hunt, la campagne du Cambodge, l'opération Lam Son 719 et l'offensive de Pâques. L'unité fut officiellement démantelée et remplacée par le Strategic Technical Directorate Assistance Team 158 le 1er mai 1972.

## Histoire

### Création

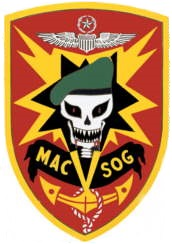
Une autre variation sur l'insigne de l'unité.

Le Studies and Observations Group (alias SOG, MACSOG, et MACV-SOG) était une force opérationnelle interarmées de guerre non conventionnelle créée le 24 janvier 1964 par le Joint Chiefs of Staff comme un commandement dépendant du Military Assistance Command, Vietnam (MACV). L'unité devait être composée principalement de membres des Special Forces, mais aussi de SEAL, de l'United States Air Force, de la Force Reconnaissance du corps des Marines et de la Central Intelligence Agency.
Le Special Operations Group (telle que fut nommée initialement l'unité) était en fait contrôlée par le Special Assistant for Counterinsurgency and Special Activities (SACSA) et son équipe au Pentagone. Cet arrangement était nécessaire car le SOG avait besoin de figurer quelque-part dans l'organigramme du MACV et par le fait que le commandant du MACV, le général William Westmoreland, n'avait aucune autorité pour mener des opérations en dehors du territoire sud-vietnamien. Cet arrangement du commandement par le biais du SACSA permettait aussi un contrôle rigoureux (jusqu'au niveau présidentiel) quant à la portée et l'échelle des opérations de l'organisation.

La mission de l'organisation était la suivante : 

« exécuter un programme intensif de harcèlement, de diversion, de pression politique, de capture de prisonniers, de destruction matérielle, d'acquisition de renseignement, de production de propagande, et de dispersion de ressources, contre la République Démocratique du Viêt Nam. »

Ces opérations (OPLAN 34-Alpha) étaient conduites dans un effort de convaincre cette nation de cesser son soutien à l'insurrection communiste au Sud-Viêt Nam. Ce type d'opérations était à l'origine de la compétence de la CIA, qui avait effectué la mise en place d'équipe d'agents au Nord-Viêt Nam par des incursions par voie aérienne ou maritime. Sous la pression du secrétaire à la Défense Robert McNamara, ce programme, ainsi que toutes les opérations paramilitaires de l'agence, fut placé sous commandement militaire à la suite de l'opération de débarquement de la baie des Cochons à Cuba.
Le colonel Clyde Russell (premier commandant du SOG) eut du mal à créer une organisation avec laquelle remplir sa mission car, à l'époque, les forces spéciales des États-Unis n'étaient pas préparées à la mener, que ce soit d'un point de vue doctrinal ou organisationnel,. À cette époque, la mission des forces spéciales était la conduite d'opérations de guérilla derrière les lignes ennemies dans l'hypothèse d'une invasion par des forces conventionnelles adverses, et non la conduite d'opérations maritimes, psychologiques ou d'infiltrations d'agents. Russell espérait prendre le contrôle d'une organisation pleinement fonctionnelle et savait que la CIA (qui voulait maintenir un représentant à la tête du SOG et contribuer personnellement à l'organisation) rendrait responsable l'armée de tout problème au démarrage. Ses attentes et hypothèses étaient incorrectes. La contribution des Sud-Vietnamiens se présenta sous la forme d'une organisation équivalente au SOG (qui utilisa pléthore de titres, pour finalement s'arrêter sur le nom de Strategic Technical Directorate (STD)).
Après un démarrage poussif et incertain, l'unité commença ses premières opérations. Au départ, elles consistaient en des infiltrations d'agents de la CIA. Des équipes de volontaires sud-vietnamiens furent parachutés au nord, mais la majorité fut capturée rapidement après leur infiltration. Des opérations maritimes sur les côtes du Nord-Viêt Nam reprirent après la livraison de torpilleurs norvégiens de classe Nasty à l'unité, mais ces opérations aussi furent en deçà des attentes.

### L'incident du golfe du Tonkin
Dans la nuit du 30 au 31 juillet 1964, quatre navires du SOG bombardèrent deux îles, Hon Me et Hon Ngu, au large des côtes du Nord-Viêt Nam. C'était la première fois que des navires du SOG attaquaient des installations nord-vietnamiennes par pilonnage, depuis la mer. L'après-midi suivant, le destroyer USS Maddox débuta une mission de collecte de renseignement électronique le long des côtes du Nord-Viêt Nam, dans le golfe du Tonkin. Dans l'après-midi du 2 août, trois torpilleurs P-4 de la marine nord-vietnamienne arrivèrent de Hon Me et attaquèrent le Maddox. Le navire américain ne fut pas endommagé et les États-Unis déclarèrent qu'un des navires vietnamiens avait été coulé et que les autres avaient été endommagés par les chasseurs embarqués d'un porte-avions. Dans la nuit du 3 au 4 août, trois autres navires du SOG bombardèrent des cibles sur le territoire du Nord-Viêt Nam. Dans la nuit du 4 août, après avoir été rejoint par le destroyer USS Turner Joy, le Maddox rapporta à Washington que les deux bâtiments étaient attaqués par des navires inconnus (présumés nord-vietnamiens),.
Cette deuxième attaque conduisit le président des États-Unis Lyndon B. Johnson à lancer l'opération Pierce Arrow, une attaque aérienne contre des cibles nord-vietnamiennes, le 5 août. Johnson alla aussi au Congrès des États-Unis le même jour et demanda le passage de la résolution de l'Asie du Sud-Est (plus connue sous le nom de résolution du golfe de Tonkin) demandant un pouvoir sans précédent afin de conduire des actions militaires en Asie du Sud-Est, et ce, sans déclaration de guerre.

L'annonce de Johnson sur les incidents impliquant les destroyers ne mentionnait pas que des navires du SOG avaient mené des opérations dans la même zone géographique que le Maddox juste avant, et pendant, cette attaque. Il ne mentionna pas non plus que le 1er et le 2 août, des avions laotiens pilotés par des Thaïlandais, avaient mené des raids de bombardements à l'intérieur du Nord-Viêt Nam ou qu'une équipe d'agents du SOG avait été infiltrée dans la même zone et avait été repérée par les Nord-Vietnamiens. Hanoï, qui pouvait avoir supposé que toutes ces actions traduisaient un niveau d'agression accru des États-Unis, décida de répondre (dans ce qu'elle revendiquait comme ses eaux territoriales). En conséquence, les trois P-4 reçurent l'ordre d'attaquer le Maddox. Le second incident, au cours duquel le Maddox et le Turner Joy déclarèrent être attaqués, n'eut vraisemblablement jamais eu lieu. Bien qu'une certaine confusion régnait au moment de la deuxième attaque, les faits étaient clairs pour l'administration au moment où elle était allée au Congrès pour obtenir la résolution. Quand il fut confronté par le sénateur Wayne Morse (qui avait découvert l'existence des raids 34-Alpha du SOG), McNamara lui mentit, en affirmant: 

« notre marine n'a absolument pas eu une responsabilité dans cela, n'y était pas associée, et n'était pas au courant des actions du Sud-Viêt Nam. »

 Pourtant, aussi bien le commandement en chef de la flotte du Pacifique (CINCPAC) que McNamara lui-même étaient informés des possible liens, au moins dans l'esprit des dirigeants à Hanoï. Ces évènements ne furent pas divulgués avant la publication des Pentagon Papers en 1970.
Le dernier aspect des premières missions du SOG consistaient en différentes opérations psychologiques conduites contre le Nord-Viêt Nam. Les unités navales enlevaient des pêcheurs nord-vietnamiens lors de la fouille de navires côtiers et les détenaient sur l'île de Cu Lao Cham au large de Da Nang au Sud-Viêt Nam (on disait aux pêcheurs qu'ils étaient, en fait, toujours dans leur pays).
Les équipages et personnels sud-vietnamiens se faisaient passer pour des membres d'un groupe de dissidents communistes du Nord se faisant appeler « l'Épée sacrée de la ligue patriote » (Sacred Sword of the Patriot League ou SSPL), qui s'opposait à la prise de contrôle du régime d'Hanoï par des politiciens soutenant la République populaire de Chine (RPC). Les pêcheurs enlevés étaient bien nourris et bien traités, mais ils étaient aussi longuement interrogés et convaincus d'adhérer à la doctrine du SSPL. Après une détention de deux semaines, les pêcheurs étaient relâchés dans les eaux nord-vietnamiennes.
Cette fable était soutenue par les émissions de radio du SOG, « La voix de la SSPL », et par des largages de tracts et de kits contenant des radios pré-réglées qui pouvaient seulement recevoir les émissions du SOG. L'unité transmettait aussi « Radio Drapeau Rouge », programmation prétendument réalisée par un groupe d'officiers militaires communistes dissidents. Les deux stations étaient tout aussi inflexibles dans leurs condamnations de la RPC, des régimes sud et nord-vietnamiens et des États-Unis, et appelaient à un retour aux valeurs traditionnelles vietnamiennes. Des nouvelles directes, sans propagande, étaient diffusées depuis le Sud-Viêt Nam par la « Voix de la liberté », une autre création du SOG.
Ces opérations d'agents et les efforts de propagande étaient soutenus par la branche aérienne du SOG, le First Flight Detachment. L'unité était composée de quatre avions C-123 Provider profondément modifiés, pilotés par des équipages nationalistes chinois au service du SOG. Les avions effectuaient des missions d'insertions et de ravitaillement d'agents, larguaient des tracts et des kits radio, et s'occupaient des missions logistiques de routine du SOG.

### Shining Brass
Le 21 septembre 1965, le Pentagone autorisa le MACV-SOG à lancer des opérations transfrontalières au Laos, dans des zones contigües à la frontière Ouest du Sud-Viêt Nam. Le MACV avait demandé l'autorisation pour le lancement de telles missions (opération Shining Brass) depuis 1964, dans une tentative d'envoyer du personnel américain sur le terrain, dans le but de reconnaître, de première main, le système logistique ennemi connu sous le nom de piste Hô Chi Minh (la route Truong Son pour les Nord-Vietnamiens). Le MACV, via la Seventh Air Force, avait commencé à effectuer des bombardements stratégiques sur le système logistique du sud du Laos en avril (opération Steel Tiger) et avait reçu l'autorisation de lancer des missions de reconnaissance entièrement vietnamiennes (opération Leaping Lena) qui s'était terminée par un désastre. En novembre, la première incursion menée par les Américains fut lancée contre la cible Alpha-1, soupçonnée d'être un terminus routier sur la route laotienne 165, à 24 km à l'intérieur du Laos. La mission fut couronnée de succès, mais les opérations au Laos étaient dangereuses, et pas uniquement pour l'ennemi. William Sullivan, l'ambassadeur américain au Laos, était déterminé à garder le contrôle sur les décisions et les opérations qui avaient lieu au sein du royaume, supposé neutre.
La guerre civile qui faisait rage par intermittence entre le Pathet Lao communiste (soutenu par les troupes nord-vietnamiennes) et les forces armées royales laotiennes (soutenues par l'armée Hmong du général Vang Pao, par la CIA, et les avions de l'US Air Force) contraignait les deux côtés à faire profil bas autant que possible. Hanoï était uniquement intéressé par le Laos pour permettre de maintenir ouvert son corridor d'approvisionnement vers le sud. Les États-Unis s'étaient impliqués pour la raison opposée. Les deux côtés violaient quotidiennement la neutralité laotienne, mais les deux s'assuraient de maintenir leurs opérations dans l'ombre.
L'ambassadeur Sullivan avait la tâche peu enviable de jongler entre le soutien aux dirigeants et militaires ineptes du Laos, la CIA et son armée clandestine, l'US Air Force et ses campagnes de bombardement, et maintenant les incursions menées par les équipes de reconnaissances du SOG. Ses restrictions concernant les opérations du SOG (profondeur de pénétration, choix des cibles, durée des opérations, etc.) conduisirent à une inimitié continue entre l'ambassade à Vientiane et le commandement des troupes du SOG, qui surnomma rapidement Sullivan « Field Marshal » (maréchal).
Malgré tout, le MACV-SOG commença une série d'opérations qui allaient continuer de grandir en taille et en objectifs pendant les huit années suivantes. Les opérations laotiennes étaient au début gérées par un quartier-général de commandement et contrôle (Command and Control, C&C) situé à Da Nang. Les équipes, habituellement trois Américains et de trois à douze mercenaires indigènes, étaient envoyées depuis des bases d'opération avancées (Forward Operating Bases, FOB) situées dans les zones frontalières (au début à Kham Duc, Kontum, et Khe Sanh). Après une planification et un entraînement en approfondis, une équipe était larguée derrière la frontière par des hélicoptères fournis par le corps des Marines américains (qui opérait dans la zone du I Corps) ou par des H-34 Kingbees sud-vietnamiens du 219th Squadron, qui resta assigné au MACV-SOG durant toute son existence. La mission de l'équipe était de pénétrer la zone ciblée, récupérer des renseignements, et demeurer dans l'ombre aussi longtemps que possible. Les communications transitaient par un avion de Forward Air Control (FAC), qui pouvait établir une liaison avec les chasseurs-bombardiers de l'Air Force si le besoin d'une frappe aérienne se faisait sentir. Le FAC était aussi la « ligne de vie » par laquelle l'équipe pouvait communiquer avec sa FOB et par laquelle elle pouvait demander son extraction si elle était compromise.
À la fin de 1965, le MACV-SOG se démenait via l'ensemble des groupes opérationnels commandés depuis son quartier-général de Saïgon. Cela incluait les opérations maritimes qui continuaient, les raids de harcèlement, et l'appui aux opérations psychologiques (enlèvement de pêcheurs); les opérations aéroportées, qui continuaient à envoyer des équipes d'agents et leur ravitaillement au nord; les opérations psychologiques, qui continuaient les émissions radios clandestines, larguant les kits radios, et menant l'opération à Cu Lao Cham, le nouveau programme Shining Brass; et les opérations aériennes, qui appuyaient les autres et fournissaient la logistique aérienne. L'entraînement des agents sud-vietnamiens du SOG, des équipes d'action maritime, et des mercenaires indigènes (habituellement des Nungs ou des Montagnards de diverses tribus) était effectué au centre d'entrainement aéroporté de l'ARVN (Camp Quyet Thang) situé à Long Thanh, au sud-est de Saïgon. L'entrainement des personnels américains assignés à des équipes de reconnaissance était effectué lui à Kham Duc.

### Daniel Boone

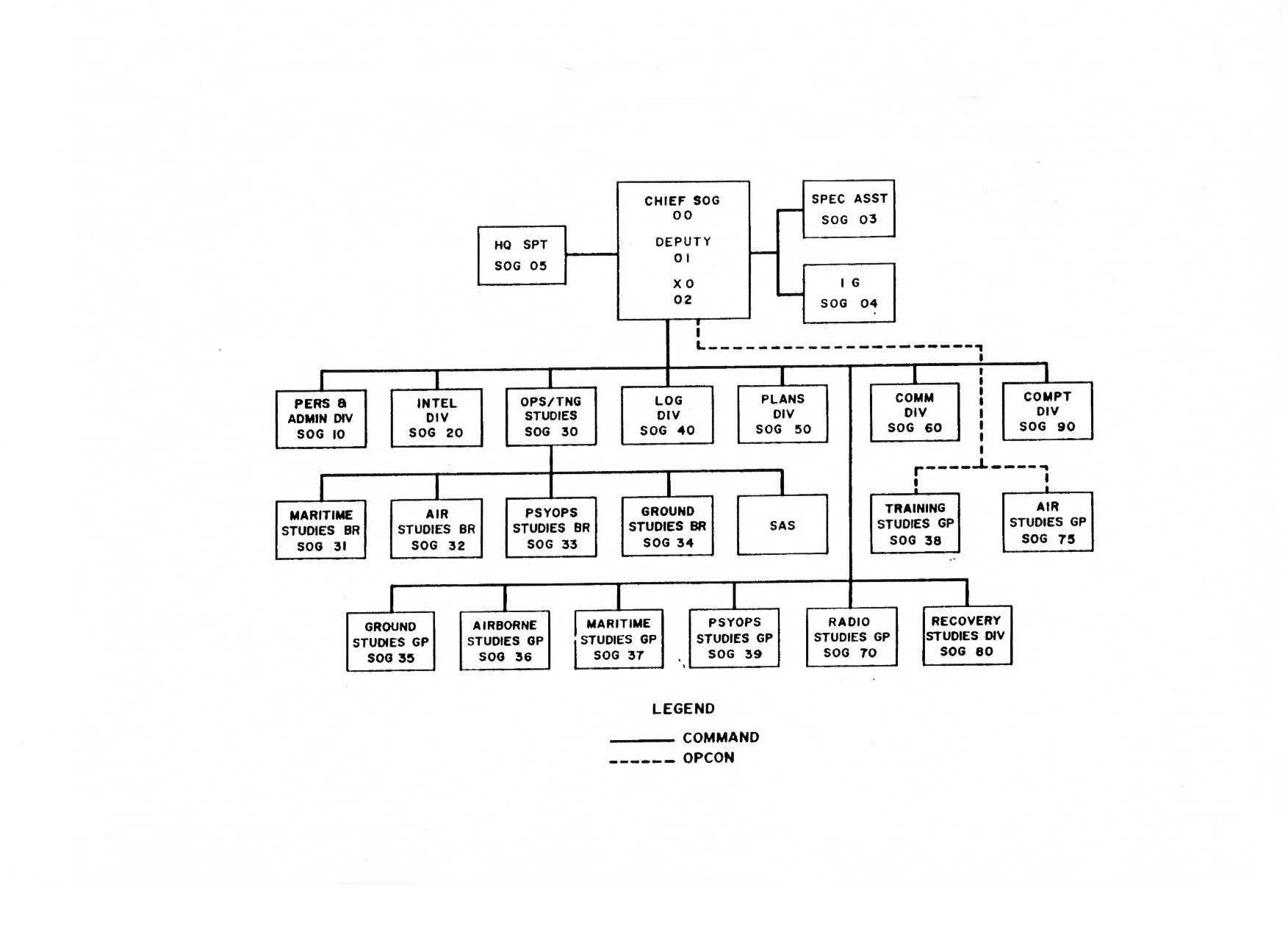
L'organisation du MACV-SOG en décembre 1969.

Entre 1966 et 1967 il devint évident pour le MACV que les Nord-Vietnamiens utilisaient le Cambodge neutre comme partie intégrante de leur système logistique, en faisant transiter hommes et matériels pour mener la guerre dans le sud du Sud-Viêt Nam. Le facteur inconnu était à quel point l'ennemi utilisait le Cambodge. La réponse choqua même les analystes du renseignement les plus endurcis. Le peu tempéré prince Norodom Sihanouk, qui essayait d'équilibrer les menaces auxquelles faisait face sa nation, avait autorisé Hanoï à implanter une présence au Cambodge. Bien que l'extension de l'autoroute laotienne 110 vers le Cambodge dans la région des trois frontières était une amélioration pour son système logistique, le Nord-Viêt Nam déchargeait maintenant des cargos battant pavillon communiste dans le port de Sihanoukville et camionnait tout simplement ses approvisionnements vers ses zones de bases du côté de la frontière est.
En avril 1967, le MACV-SOG reçut l'ordre de lancer l'opération Daniel Boone, une mission de reconnaissance transfrontalière au Cambodge. Le SOG et le 5th Special Forces Group s'étaient tous deux préparés à une telle éventualité. Le 5th SFG était allé jusqu'à créer les projets Sigma et Omega, des unités inspirées de l'organisation de Shining Brass du SOG, qui avaient mené des missions de reconnaissance à l'intérieur du Sud-Viêt Nam pour le compte des Field Forces (corps d'armées) en attendant l'autorisation de commencer des opérations au Cambodge. Une guerre de territoire faisait dorénavant rage entre le 5th et le SOG au travers des missions et des forces en présence. Le chef d'état-major donna raison au MACV-SOG, à la suite de la réussite de ses opérations clandestines transfrontalières. Le contrôle opérationnel de Sigma et Omega fut transféré au SOG.
La première mission fut lancée en septembre et la construction d'un nouveau C&C débuta, situé à Ban Me Thuot, dans les hauts-plateaux du centre. Les équipes de reconnaissance infiltrées au Cambodge firent face des restrictions plus importantes que celles rencontrées au Laos. Au départ, elles devaient franchir la frontière à pied, sans appui aérien tactique (hélicoptère ou avion), et sans la fourniture d'un appui FAC. Les équipes ont dû, par conséquent, compter sur leur discrétion tout en étant de plus petite taille que celles qui opéraient habituellement au Laos.
Daniel Boone n'était pas la seule mission ajoutée au SOG. Au cours de l'année 1966, le Joint Personnel Recovery Center (JPRC) fut créé. La mission de ce dernier était de rechercher et coordonner le renseignement sur les prisonniers de guerre, les aviateurs en fuite et les évadés, de lancer des missions pour libérer des prisonniers américains et alliés, et de conduire les opérations succédant à celles de recherche et de secours si ces dernières avaient échoué. Le SOG fournissait la capacité de lancer des missions de secours Bright Light n'importe où en Asie du Sud-Est et à tout moment.
Le groupe d'opérations aériennes fut agrandi en septembre 1966 via l'ajout de quatre avions MC-130E Combat Talon spécialement modifiés (appelés Combat Spear), officiellement le 15th Air Commando Squadron, qui complémenta, avec les C-123 (Heavy Hook) du First Flight Detachment déjà affecté au SOG. Une autre source d'appui aérien provenait des hélicoptères CH-3 Jolly Green Giant du D-Flight du 20th Special Operations Squadron (indicatif radio Pony Express), qui était arrivé à Nakhon Phanom Royal Thai Air Force Base au cours de l'année. Ces hélicoptères avaient été assignés à la conduite d'opérations d'appui aux missions clandestines de la CIA au Laos et furent donc tout désignés pour assister le SOG dans la zone Shining Brass. Quand les opérations héliportées furent finalement autorisés pour Daniel Boone, elles furent effectuées par les UH-1 Huey de transport de d'appui-feu du 20th SOS de l'US Air Force (indicatif radio Green Hornets).
Les équipes de reconnaissance du MACV-SOG furent aussi renforcées par la création de forces d'exploitation, qui pouvaient soit apporter de l'aide aux équipes en cas de besoin, ou lancer leurs propres raids contre la piste. Elles étaient composées de deux (par la suite trois) bataillons Haymaker (qui ne furent jamais utilisés en tant que tels), divisés en forces de la taille d'une compagnie (Hatchet), à leur tour divisées en sections (Hornet). Les responsables et les sous-officiers étaient tous des américains, habituellement affectés de façon temporaire en équipe « Snakebite » du 1st Special Forces Group d'Okinawa.
En 1967, le MACV-SOG avait aussi pour mission d'apporter son aide à l'édification de la nouvelle portion (Muscle Shoals) du système de barrière électronique et physique en construction le long de la zone démilitarisée (DMZ) dans le I Corps. Les équipes de construction du SOG étaient chargées de la reconnaissance et de la mise en place des capteurs électroniques dans l'ouest de la zone démilitarisée (Nickel Steel) et dans le sud-est du Laos.
À la suite de la révélation du nom de code Shining Brass dans un article de la presse américaine, le SOG décida qu'une nouvelle dénomination était nécessaire pour l'ensemble de ces éléments opérationnels. L'effort trans-frontalier laotien fut renommé Prairie Fire et fut combiné avec Daniel Boone dans le nouvellement créé Ground Studies Group. Toutes les opérations menées contre le Nord-Viêt Nam furent dorénavant appelées Footboy. Ceci incluait les missions maritimes Plowman, les opérations psychologiques Humidor, les opérations d'agents Timberwork, et les missions aériennes Midriff.
Jamais satisfait de ses opérations d'agents à long terme au Nord-Viêt Nam, le SOG décida de lancer un nouveau programme dans lequel les missions seraient plus courtes, conduites plus près du Sud-Viêt Nam, et menées par des équipes réduites. Tous les efforts seraient aussi déployés pour récupérer les équipes quand leurs missions seraient accomplies. Ce fut à l'origine des STRATA (Short Term Roadwatch and Target Acquisition). Après un démarrage un peu poussif, la première équipe d'agent fut récupérée au Nord. Les missions suivantes furent menées avec difficultés, mais, à la suite d'entraînements complémentaires, les performances des équipes s'améliorèrent grandement.

### L'année noire: 1968
1968 fut une année noire, non seulement pour le MACV mais aussi pour le MACV-SOG. Cette année vit le lancement de la plus grande offensive nord-vietnamienne/Viêt Cong du conflit, mais aussi l'effondrement total des opérations du SOG au Nord. Bien que l'offensive du Tết fut contenue et repoussée, et bien que des pertes horribles furent infligées à l'ennemi, l'humeur du peuple américain et du gouvernement devenait radicalement opposée à un engagement à durée indéterminée des États-Unis. Dans la plus grande partie de l'année, les opérations du MACV-SOG furent centrées autour de missions de soutien aux Field Forces. Depuis que l'ennemi était sorti de l'ombre et lançait des opérations conventionnelles, les États-Unis et les Sud-Vietnamiens ne perdaient aucune occasion d'engager le combat. Le général Westmoreland, encouragé par l'état-major interarmées, demanda quelque 200 000 troupes supplémentaires, en stipulant qu'elles seraient utilisées pour conduire des opérations transfrontalières afin de poursuivre l'ennemi chancelant. C'était la décision militaire logique à ce point du conflit, mais il était déjà trop tard.
Au lieu de cela, le président Johnson cherchait un moyen de sortir de l'engagement qu'il avait initialement provoqué. Politiquement, ce fut un peu lent à venir, mais Washington avait enfin pris conscience de la situation désastreuse dans laquelle elle se trouvait. Johnson tenta de pousser Hanoï à rouvrir de sérieuses négociations de paix et la carotte dans cette tentative était la cessation de toutes les opérations américaines contre le Nord-Viêt Nam au nord du 20e parallèle. Hanoï avait seulement cherché à mettre fin aux campagnes aériennes contre le Nord (l'opération Rolling Thunder), mais Johnson alla plus loin en appelant à cesser toutes les opérations au Nord, clandestines ou non. Cet ordre mis fin aux équipes d'agents du MACV-SOG, à la propagande et aux opérations aériennes.

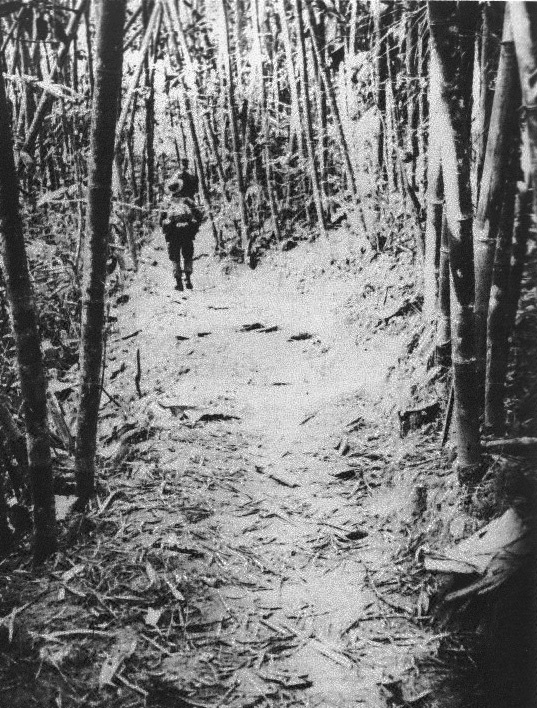
Une équipe du SOG reconnaissant la piste Ho Chi Minh au Laos à la recherche d'installations ou de pipe-lines.

En réalité pour le MACV-SOG, le débat était dépassé. Des suspicions abondaient dans l'organisation dans le sens que l'opération Timberwork avait été infiltrée par des agents communistes dich van. Les renseignements recueillis par les équipes d'agents du Nord avaient été particulièrement vagues et plus des trois quarts des agents infiltrés avaient été capturés au moment même ou juste après leur arrivée. Le fait que le SOG avait suivi servilement la formule perdante de la CIA pendant trois ans n'était pas considéré comme un facteur ayant contribué au désastre. L'unité était plus préoccupée par le rejet continu de Washington de l'un des objectifs initiaux de l'opération, à savoir la formation d'un mouvement de résistance par des éléments dissidents au Nord-Viêt Nam. Le but affirmé de Washington dans le conflit était de libérer et de laisser un Sud-Viêt Nam viable, et non un renversement du régime de Hanoï. L'énigme était ce qui se passerait si le programme avait réussi. Le meilleur résultat possible aurait été une répétition de la malheureuse révolte hongroise de 1956, brutalement écrasée par l'Union soviétique et à laquelle les États-Unis n'avaient rien pu faire.
Certains auteurs américains sur le sujet (dont beaucoup de personnels du SOG) attribuaient l'échec des opérations à l'infiltration de l'unité par des espions ennemis, ce qui était probablement plus ou moins vrai à un certain degré. D'autres, cependant, penchaient plus pour une inaptitude du SOG, qui se contentait de répéter une formule vouée à l'échec. Les modifications apportées au programme d'infiltration (sous la forme de l'opération de diversion Forae), provoquée par des soupçons au quartier-général, n'arrivèrent pas avant 1967.
L'appareil de sécurité du Nord-Viêt Nam avait appris pendant des décennies à faire face non seulement au programme de la CIA, mais aussi aux opérations clandestines et non conventionnelles de leurs prédécesseurs français. La CIA avait été réticente à mener de telles opérations au Nord, depuis que des opérations similaires, en Union soviétique, en Europe de l'Est, et en République populaire de Chine avaient été des échecs amers qui faisaient du Nord-Viêt Nam un objectif encore plus difficile à pénétrer.
Les forces de sécurité nord-vietnamiennes capturaient simplement une équipe, retournaient son opérateur radio, et continuaient à émettre comme si de rien n'était. Du ravitaillement et des renforts étaient demandés, parachutés dans la zone demandée, et étaient facilement capturés. Pendant la période 1960-1968, la CIA et le MACV-SOG envoyèrent 456 agents sud-vietnamiens soit vers une mort certaine, soit vers de longues incarcérations dans les prisons du Nord. Hanoï continua ce processus année après année, apprenant les méthodes opérationnelles du SOG, et les détournant à son usage. En fin de compte, Hanoï menait une des opérations de contre-renseignement les plus réussies de la période post-Seconde Guerre mondiale.

### Commando Hunt
À la suite de la baisse de ses opérations au nord (et bien que l'état-major interarmées eût demandé au SOG de se tenir prêt à les reprendre), le SOG concentrait ses efforts en appuyant Commando Hunt, la campagne anti-infiltration au Laos menées par les Seventh et Thirteenth Air Forces. En 1969 le Ground Studies Group lançait ses opérations depuis le C&C de Da Nang pour les opérations au sud-est du Laos, et celui de Ban Me Thuot pour ses opérations cambodgiennes. Cette année-là, un nouveau C&C à Kontum les rejoint, pour les opérations lancées dans la région des trois frontières de l'opération Prairie Fire et dans la zone au nord de Daniel Boone, qui fut renommé Salem House la même année. Chaque C&C déployait maintenant des forces de la taille d'un bataillon, et le nombre de missions augmentait proportionnellement.
Le Command and Control North (CCN), commandé par un lieutenant-colonel, utilisait 60 équipes de reconnaissance et deux bataillons d'exploitation (quatre compagnies à trois sections). Le Command and Control Central (CCC), aussi commandé par un lieutenant-colonel, utilisait quant à lui 30 équipes et un bataillon d'exploitation. Au cours de l'année 1969, 404 missions de reconnaissance et 48 opérations des forces d'exploitation furent menées. Pour donner un exemple du coût de telles opérations, pendant l'année, 20 Américains furent tués, 9 furent portés disparus, et 199 blessés dans la zone Prairie Fire. Les pertes parmi les Special Commando Units (SCU), comme les mercenaires indigènes étaient appelés, étaient les suivantes : 57 tués, 31 disparus et 270 blessés. Le Command and Control South (CCS), lui aussi dirigé par un lieutenant-colonel, comprenait 30 équipes et un bataillon d'exploitation. Comme l'utilisation des forces d'exploitation était interdite au Cambodge, ces troupes étaient utilisées pour sécuriser les sites de lancement, fournir de la sécurité aux installations, et conduire des missions à l'intérieur du Viêt Nam. Au cours de l'année, 454 opérations de reconnaissance furent menées au Cambodge.
Les équipes étaient infiltrées par les H-34 Kingbees du 219th Helicopter Squadron sud-vietnamien et diverses unités aériennes de l'US Army dans la zone Prairie Fire, et par les hélicoptères du 20th Special Operations Squadron de l'Air Force dans la zone Salem House. À la fin de 1969, le SOG avait un effectif autorisé de 394 Américains, mais il est inutile de comparer ces chiffres avec le véritable état des éléments opérationnels. Ils étaient 1 041 personnels de l'Army, 476 de l'Air Force, 17 du Corps des Marines, et 7 de la CIA à être assignés à ces unités. Ils étaient appuyés par 3 068 SCU et 5 402 employés civils sud-vietnamiens et de pays tiers, portant le total à 10 210 militaires et civils assignés au ou travaillant pour le MACV-SOG.
La mission du Ground Studies Group étaient d'appuyer l'opération Commando Hunt, qui vit une augmentation rapide des bombardements sur la piste Ho Chi Minh. Cela était rendu possible par la fin de l'opération Rolling Thunder, qui avait libérée des centaines d'avions pour des missions d'interdiction. Le renseignement pour la campagne était fourni par les équipes de reconnaissance du MACV-SOG et par les capteurs électroniques parachutés pendant l'opération Igloo White (anciennement Muscle Shoals), contrôlés depuis Nakhon Phanom. L'année 1969 vit l'apogée des campagnes de bombardement, avec 433 000 tonnes de bombes larguées sur le Laos. Le SOG soutenait cet effort par les reconnaissances au sol, la mise en place de capteurs, l'écoute de lignes téléphoniques, et d'évaluation d'efficacité des bombardements. L'arrêt des bombardements sur le Nord avait aussi permis aux Nord-Vietnamiens de renforcer leurs défenses anti-aériennes des pistes et par conséquent les pertes d'avions allèrent en augmentant.
En 1969, les Nord-Vietnamiens avaient également amélioré leur doctrine et leurs techniques pour contrer les équipes de reconnaissance. Au départ, les communistes n'étaient pas préparés et avaient été forcés de répondre en utilisant les moyens du bord. Cependant, un système d'alerte avancé fut bientôt créé en plaçant des unités de surveillance aérienne équipées de radio sur les trajectoires de vol entre les sites de lancement et les zones de bases. À l'intérieur des zones de bases, des sentinelles étaient placées dans les arbres et sur des plates-formes afin d'avoir une vue directe sur les zones d'atterrissage probables, pendant que les routes et les pistes étaient régulièrement patrouillées par les forces de sécurité. Les communistes commencèrent aussi à organiser et développer des unités spécialisées qui devaient rabattre et fixer les équipes afin qu'elles soient anéanties. En 1970, ils avaient créé un système multi-couches efficace, et les équipes de reconnaissance du SOG voyaient leur temps passé au sol raccourci et plus dangereux. Que des équipes soient décimées ou entièrement éliminées commença à devenir moins rare.

### La campagne du Cambodge
Depuis son élection en 1968, le président Richard Nixon était à la recherche d'un règlement négocié de la guerre du Viêt Nam. En 1970, il vit une occasion favorable pour le gouvernement de Saïgon de gagner du temps pendant le retrait progressif des troupes américaines qui avait commencé l'année précédente. Il cherchait également à convaincre Hanoï qu'il ne plaisantait pas. Cette opportunité fut fournie par le renversement du prince Sihanouk du Cambodge par le général pro-américain Lon Nol.
Nixon avait augmenté l'implication américaine au Cambodge en autorisant les bombardements secrets de l'opération Menu, et au moment du renversement de Sihanouk, le programme fonctionnait depuis déjà 14 mois. Lon Nol ordonna rapidement que le personnel nord-vietnamien quitte le pays, et commença des opérations militaires contre eux lorsqu'ils refusèrent. Nixon autorisa alors l'opération Rockcrusher, une série d'incursions par les forces américaines et sud-vietnamiennes qui commencèrent le 30 avril. Avec les informations glanées par le MACV-SOG sur les bases communistes dans l'est du Cambodge, d'énormes stocks d'armes nord-vietnamiens, munitions et approvisionnements furent capturés. En mai, l'opération Freedom Deal, une campagne aérienne continue contre les Nord-Vietnamiens, les Viêt-Congs et les Khmers rouges fut lancée. Les équipes de reconnaissance du SOG au Cambodge avait désormais tout le soutien aérien qu'elles souhaitaient.
En conséquence de la réaction politique américaine, le 29 décembre l'amendement Cooper-Church était adopté par le Congrès, interdisant la participation des forces américaines au sol dans toute future opération que ce soit au Cambodge ou au Laos. La participation américaine dans les opérations au Cambodge (qui avait déjà été laissée à des équipes entièrement vietnamiennes) prit fin le 1er juillet 1970 et la même règle s'appliqua au Laos le 8 février 1971 (les exceptions étaient, dans les deux zones opérationnelles, soit pour les missions de secours aux prisonniers de guerre, soit pour les inspections de site de crash d'avions).
Fait inconnu du grand public, beaucoup de vétérans du MACV-SOG participèrent au raid de Son Tay qui avait pour but de libérer des prisonniers de guerre d'un camp au Nord-Viêt Nam le 21 novembre 1970. Le commandant en second de la force interarmées de sauvetage était le colonel Arthur « Bull » Simons, qui avait été à l'origine des efforts transfrontaliers du SOG en 1965.
En 1971 les États-Unis se retiraient graduellement de l'Asie du Sud-Est. Afin de tester la « vietnamisation », Washington décida de permettre à des Sud-Vietnamiens de lancer l'opération Lam Son 719, une incursion au Laos qui visait à couper la piste Ho Chi Minh. Le MACV et les Sud-Vietnamiens planifiaient une telle opération depuis août 1964, mais le concept avait été continuellement rejeté en raison des retombées qu'aurait engagées l'invasion du Laos censé être neutre. Le gouvernement laotien (appuyé par l'ambassadeur Sullivan et le Département d'État) était farouchement opposé à une telle opération. Le 8 février, 16 000 (et plus tard 20 000) troupes sud-vietnamiennes, appuyées par des moyens aériens américains, avancèrent au Laos le long de la route 9 et se dirigèrent vers le centre logistique communiste de Tchépone. Contrairement à l'incursion au Cambodge, cependant, les Nord-Vietnamiens ne reculèrent pas et se battirent, en rassemblant progressivement 60 000 hommes. Le 25 mars, les Sud-Vietnamiens battaient en retraite. Ironiquement, le rôle du MACV-SOG dans l'opération était seulement périphérique. Les équipes de reconnaissance avaient mené des opérations de diversion préalablement à l'invasion et aidé à couvrir la retraite sud-vietnamienne, mais il leur était interdit de participer autrement à l'opération que le MACV-SOG et le MACV étaient venus à considérer comme leur raison d'être.
Quoi qu'il en soit, les incursions cambodgienne et laotienne avaient amené le conflit, dans les deux pays, à de nouveaux niveaux de violence et d'intensité. Au Laos, les Nord-Vietnamiens nettoyèrent leur corridor logistique vers l'ouest pour des raisons de sécurité et augmentèrent leur aide et soutien au Pathet Lao. La lutte qui était auparavant occasionnelle devint continue et conventionnelle. Le génocide cambodgien commença quand les Khmers rouges (soutenus par la Chine et par Sihanouk en exil) dirigèrent le conflit contre le gouvernement central inefficace. Cette extension du conflit déplut au gouvernement nord-vietnamien, car il méprisait les Khmers Rouges, et avait tenté de former sa propre force militaire cambodgienne.

### Le retrait
Le retrait américain du Sud-Viêt Nam commença à toucher directement le MACV-SOG seulement en 1972. Bien que les personnels américains étaient interdits de conduire des opérations au Laos et au Cambodge, leurs équipes de mercenaires des SCU continuaient ces opérations (dans les zones Phu Dung/Prairie Fire et Thot Not/Salem House). L'organisation maintint cependant son effectif en personnel américain, qui continuait à conduire des missions à l'intérieur du Sud-Viêt Nam. Elle avait également l'ordre de l'état-major interarmées de maintenir ses forces prêtes dans l'éventualité d'une reprise des opérations au Nord.
L'offensive Nguyen Hue, lancée par les forces nord-vietnamiennes le 30 mars 1972 (appelée l'offensive de Pâques en Occident), rendit les opérations transfrontalières sans pertinence. Comme pour le Tết, tous les efforts du MACV-SOG/STD furent concentrés sur les missions au Sud-Viêt Nam pour appuyer les Field Forces.
À la fin de mars 1971, quand le 5th Special Force Group fut redéployé aux États-Unis, les éléments des C&C furent renommés Task Force Advisory Elements (TF1AE, TF2AE and TF3AE). Ils comprenaient au départ 244 personnels américains et 780 Vietnamiens chacun, mais furent rapidement en baisse avec l'élimination des forces d'exploitation. Pour le SOG, la vietnamisation était finalement proche. Le 1er mai 1972, l'unité fut réduite en effectifs et renommée Strategic Technical Directorate Assistance Team 158 (STDAT-158). Le Ground Studies Group fut démantelé et remplacé par les Liaison Service Advisory Detachments. Les éléments aériens du SOG furent redéployés, le JPRC fut rattaché au MACV et rebaptisé en Joint Casualty Resolution Center, pendant que le personnel et les installations des opérations psychologiques étaient rattachées soit au STD, soit au Joint United States Public Affairs Office (JUSPAO).
La fonction du STDAT-158 était d'assister le STD dans une prise en charge complète des opérations du SOG. Les éléments opérationnels avaient déjà été absorbés et avaient été augmentés par l'intégration des troupes des désormais dissoutes forces spéciales sud-vietnamiennes. La tâche du personnel américain était de fournir un soutien technique (logistique, communications, etc) et de conseil au STD. C'est ce que fit l'unité jusqu'à sa dissolution le 12 mars 1973. L'État-major général sud-vietnamien, à court d'argent et d'équipement dans la période finale, n'a jamais utilisé le STD dans un rôle de reconnaissance stratégique. Au lieu de ça, les unités du STD étaient lancées dans des missions intérieures jusqu'à la dissolution de leur organisation-mère en mars 1973.
En janvier 1973 le président Nixon ordonna la fin de toutes les opérations de combat au Sud-Viêt Nam et, le 27 du mois, un accord de paix fut signé par les belligérants à Paris. Le 21 février, un accord similaire était signé au Laos, mettant fin au bombardement de ce pays et instituant un cessez-le-feu. Le 29, le MACV fut démantelé et les troupes américaines restantes commencèrent à quitter le Sud. Le 14 août, l'US Air Force cessa ses bombardements au Cambodge, mettant fin à toutes les actions militaires américaines en Asie du Sud-Est.

### Reconnaissance
Les militaires américains et le personnel du MACV-SOG gardèrent secret l'existence de l'unité et de ses opérations jusqu'au début des années 1980. Bien qu'il y ait eu quelques fuites dans les médias pendant le conflit, elles étaient souvent erronées et facilement dissimulables. Des informations plus précises apparurent dans des documents portant sur les premiers jours de l'opération dans les Pentagon Papers ainsi que le témoignage d'ex-membres du SOG pendant les investigations du Congrès sur les campagnes de bombardement au Laos et au Cambodge au début des années 1970. Les historiens intéressés par les activités de l'unité durent attendre jusqu'au début des années 1990, quand les annexes du MACV-SOG des rapports du MACV et une étude de documentation du Pentagone sur l'organisation furent déclassifiées pour les audiences du Senate Select Committee on POW/MIA Affairs sur le sujet des prisonniers et disparus de la guerre du Viêt Nam.
Une source d'information (si l'on sait lire entre les lignes) disponible assez tôt était les citations accompagnant l'attribution de la Medal of Honor aux membres du MACV-SOG (bien que l'unité n'était pas mentionnée telle quelle). Neuf bérets verts, un pilote d'hélicoptère de l'US Air Force et un SEAL du SOG/STDAT-158 reçurent la plus haute distinction américaine : le first lieutenant George K. Sisler, le staff sergeant Fred W. Zabitosky, le staff sergeant Roy Benavidez, le specialist 5 John J. Kedenburg, le first lieutenant de l'US Air Force James P. Fleming, le sergeant first class Robert L. Howard, le staff sergeant Franklin D. Miller, le sergeant Gary M. Rose, le staff sergeant Jon Cavaiani, le first lieutenant Loren D. Hagen et le lieutenant de l'US Navy Thomas R. Norris.
23 autres membres de l'unité reçurent la Distinguished Service Cross, la deuxième plus haute distinction des États-Unis. Le 4 avril 2001, l'US Army reconnut officiellement la bravoure, l'intégrité ainsi que le dévouement à la tâche de ses combattants de l'ombre en récompensant l'unité de la Presidential Unit Citation pendant une cérémonie à Fort Bragg en Caroline du Nord, foyer des forces spéciales des États-Unis.

## Culture populaire
- Dans le jeu vidéo Call of Duty: Black Ops, le personnage incarné par le joueur, Alex Mason, est affecté à l'unité X-Ray du MACV-SOG durant l'Offensive du Tết.
- Dans le jeu vidéo Call of Duty: Black Ops Cold War sorti en 2020, les personnages Russell Adler et Lawrence Sims sont affectés à une unité du MACV-SOG pendant l'opération Fracture Jaw